# 盧任海峽
50°13′N 155°07′E / 50.217°N 155.117°E

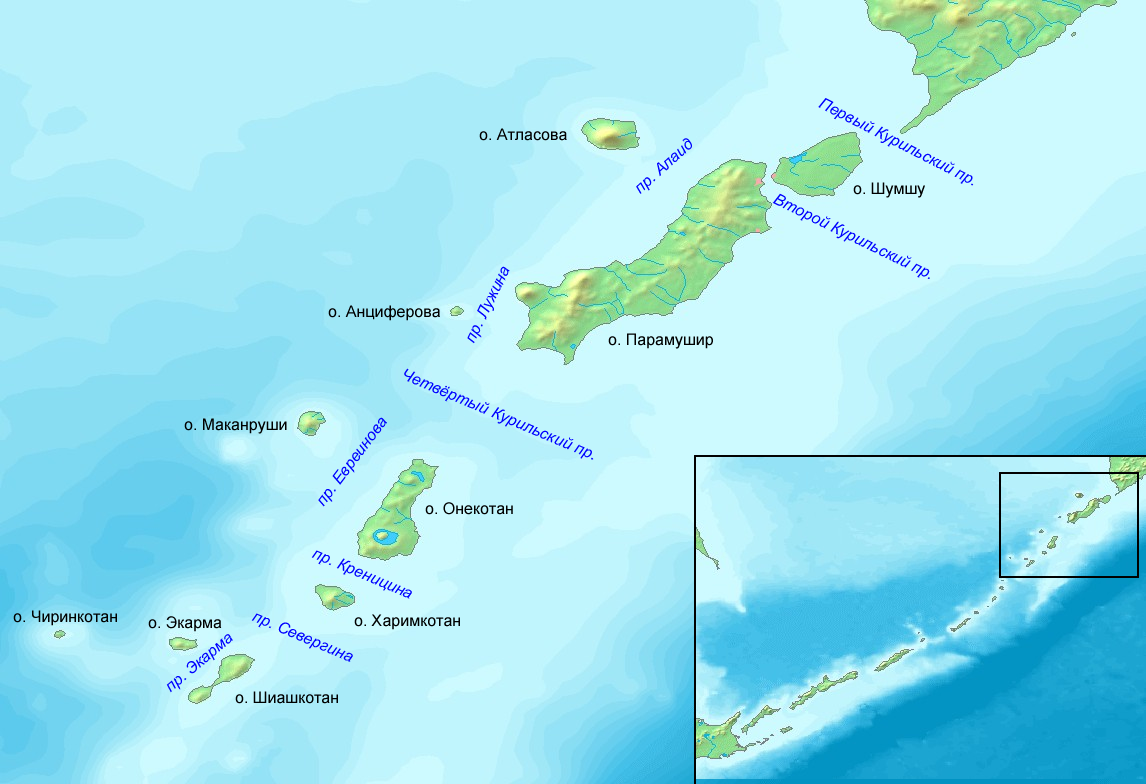

盧任海峽（Пролив Лужина）是俄羅斯的海峽，由薩哈林州負責管轄，連接鄂霍次克海和第四千島海峽，長20公里、寬15公里，最大水深超過700米，平均潮汐高度約1米。